# Stehgeiger

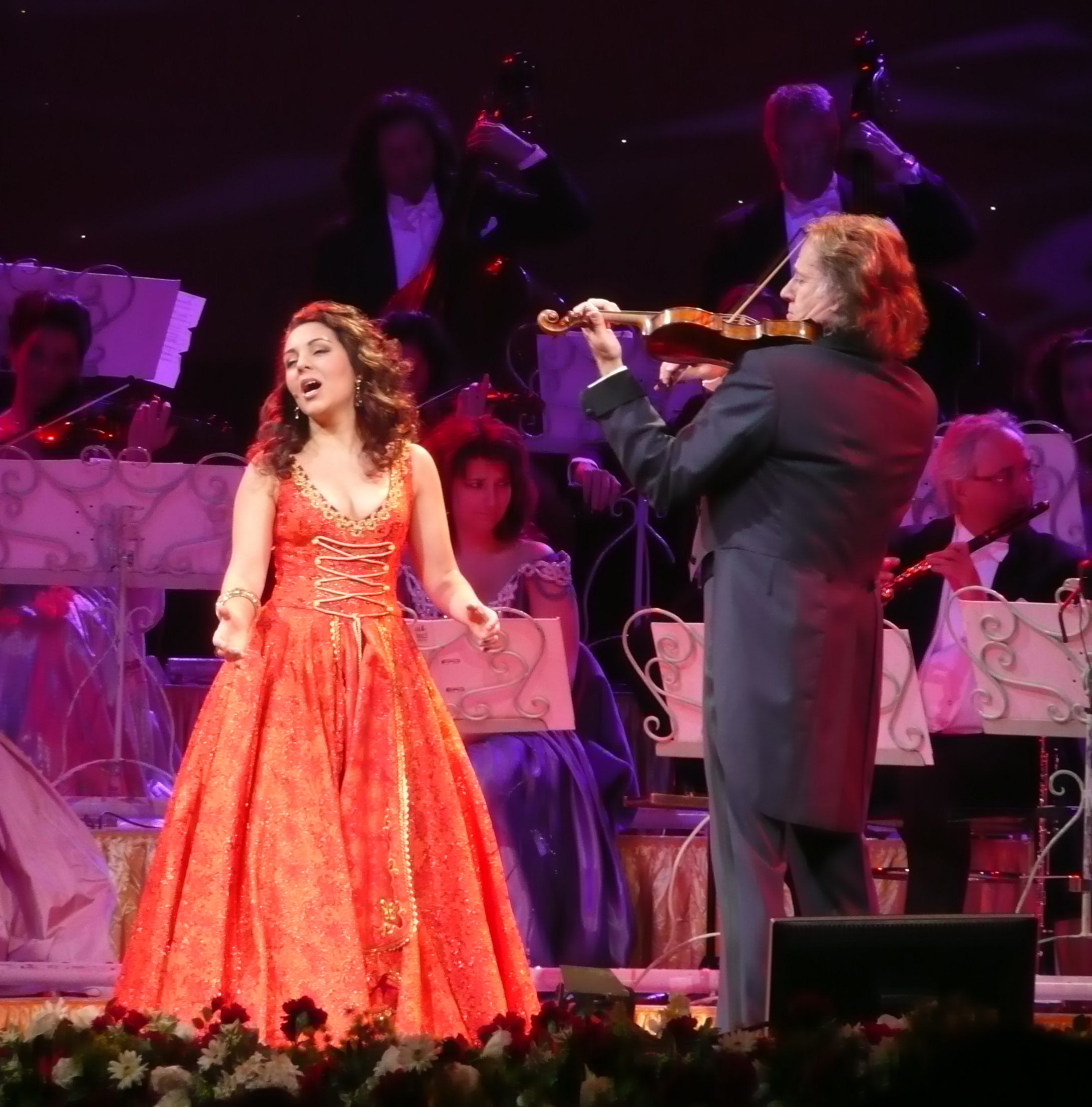
André Rieu als stehgeiger bij zijn orkest.

Een stehgeiger (letterlijk: sta-violist) is een violist die al spelend leiding geeft aan een muziekensemble. 

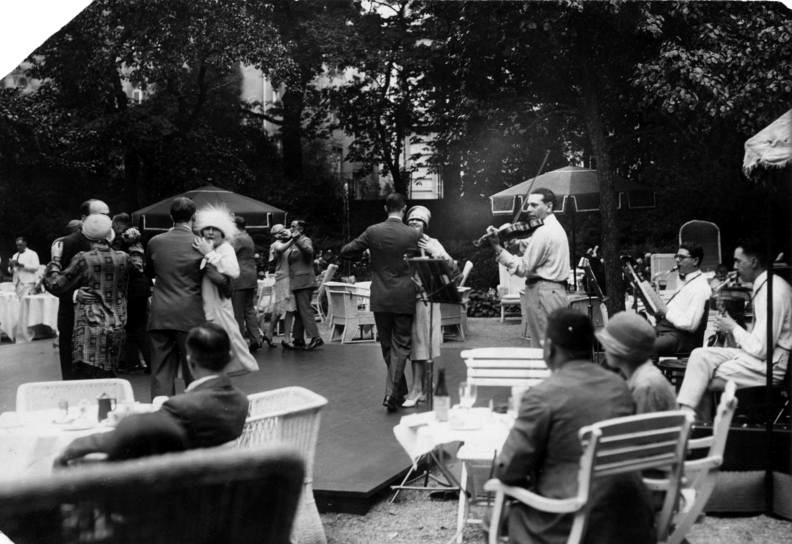
Dansorkestje met stehgeiger bij een thé dansant in Berlijn, 1923

Het fenomeen stehgeiger ontstond in Wenen, in de eerste helft van de 19e eeuw (de Biedermeiertijd). In die tijd werden de dansorkesten groter waardoor een dirigent nodig werd; vaak nam de eerste violist deze taak op zich. Steeds meer ensembles werden door een stehgeiger geleid, met name dansorkesten en salonorkesten in thee- en koffiehuizen. Ook stomme films werden wel begeleid door een ensemble met een stehgeiger.
Bekende 19-eeuwse Weense stehgeigers waren Johann Strauss jr. en Joseph Lanner. In de 20e eeuw voerde Willi Boskovsky het gebruik weer in bij de nieuwjaarsconcerten van de Wiener Philharmoniker die hij in de periode 1955 tot 1979 dirigeerde. In later jaren stond daar ook de Amerikaanse dirigent Lorin Maazel met zijn viool voor het orkest. De bekendste hedendaagse stehgeiger is André Rieu. 

## Trivia
In het Duitse voetbaljargon wordt de term stehgeiger gebruikt voor een technisch begaafde speler die weinig loopwerk verricht. 